# Giuseppe Tellera
Giuseppe Tellera (Bologna, 14 marzo 1882 – Agedabia, 7 febbraio 1941) è stato un generale italiano.
Generale di corpo d'armata del Regio Esercito, fu il più alto grado caduto in combattimento nella seconda guerra mondiale.

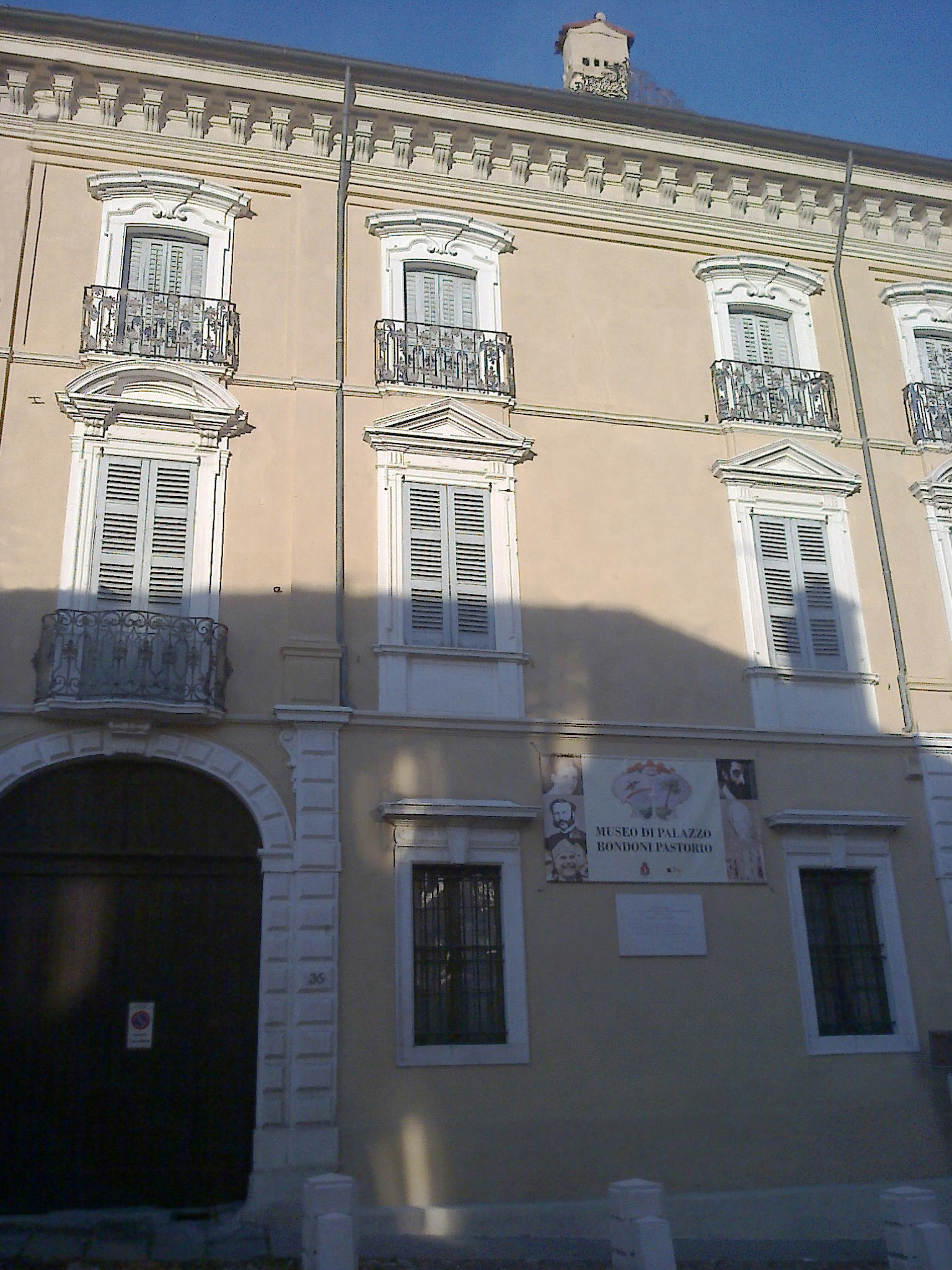
Palazzo Bondoni Pastorio dove sono conservati i documenti relativi al generale Tellera.

## Carriera militare
Dopo aver frequentato il Liceo Classico, a diciotto anni fu ammesso nell'Accademia militare di Modena, da cui uscì nel 1902 col grado di sottotenente. Nel 1905 fu promosso tenente e nel 1909 fu accettato alla Scuola di Guerra. Capitano a scelta, svolse l'esperimento pratico di stato maggiore a Chieti.

## La prima guerra mondiale

### Il Carso
Poco dopo lo scoppio della guerra, nel giugno 1915, Tellera fu comandato nella zona del Carso di Monfalcone, di fronte alle postazioni nemiche di Monte Sei Busi, Vermegliano e Selz. Rimase sul Carso per dieci mesi e partecipò alle prime tre battaglie dell'Isonzo. Sul Carso meritò una medaglia d'argento al valor militare.

### L'Albania
Nell'estate del 1916, Tellera, promosso maggiore, ebbe l'incarico di Capo di stato maggiore della divisione Tanaro, di stanza in Albania. Al Tellera si deve l'organizzazione (approvata dal generale Brusi) dell'azione che portò all'occupazione di Porto Palermo sulla costa albanese, che avvenne senza alcuna resistenza. Tellera passò poi a Capo di stato maggiore del comando truppe dell'Albania meridionale, incarico che tenne per diciotto mesi. Poiché la situazione militare non destava al momento troppe preoccupazioni, Tellera si dedicò alla realizzazione di opere civili, quali la rotabile Santi Quaranta – Korka, la costruzione dell'acquedotto di Argirocastro e l'assistenza medico-ospedaliera per i soldati e i civili.

### Il Grappa
Nel marzo del 1918 Tellera lasciò l'Albania destinato sottocapo di stato maggiore del VI Corpo d'armata (della IV armata) responsabile della difesa del Grappa. Dopo la battaglia del Piave, Tellera divenne capo di stato maggiore della XXII divisione, prima col grado di tenente colonnello e poi di colonnello (a soli 36 anni). Per le operazioni sul Grappa fu insignito di una medaglia di bronzo al valor militare.

## Tra le due guerre
Il 3 marzo 1919 Tellera sposava la cugina Zete, da cui ebbe due figli, Gianna e Luigi. Fu destinato dapprima alla zona di Postumia, in seguito a Bologna, e a Bergamo. Assunse poi il comando delle Scuole centrali militari di Civitavecchia, dove ottenne la promozione a generale di brigata. Nel novembre del 1935 divenne generale di divisione ed ebbe il comando della 14ª Divisione fanteria "Isonzo" che si trovava a Gorizia, sede periferica ma prestigiosa in quanto al confine con la Jugoslavia. Nel settembre del 1937 fu inviato in Libia al comando della 60ª Divisione fanteria "Sabratha".

## La seconda guerra mondiale

### Capo di Stato Maggiore di Italo Balbo
Nel luglio del 1938, Italo Balbo, il governatore della Libia, lo scelse come Capo di stato maggiore del Comando Superiore delle forze armate dell'Africa Settentrionale. Nei primi mesi del 1940, quando ormai l'entrata in guerra dell'Italia a fianco della Germania era imminente, Tellera si impegnò presso Balbo per segnalare le gravissime insufficienze di armamento e di addestramento delle truppe italiane in Africa settentrionale. Queste prese di posizione di Tellera sono documentate, tra l'altro, da una lunga lettera-testamento, che egli inviò alla moglie, evitando la censura, il 31 dicembre 1940.
La missiva, restata inedita per quasi 70 anni, è stata studiata dallo storico Angelo Del Boca, che nel 2006 ne ha pubblicato per primo ampi stralci. Tellera scriveva, tra l'altro: «Come sai, per avertene parlato, noi siamo entrati in guerra (10 giugno) con una integrale e totale impreparazione. Fu detto, scritto, ripetuto – fu strepitato – lettere scottanti, telegrammi offensivi, tanto che Badoglio ebbe ad assicurare che non saremmo entrati in guerra prima del '42 o '43 (lo disse a me personalmente). Mancavano totalmente o quasi: mezzi corazzati, anticarro, contraerei – scarsi gli aeroplani, artiglierie vecchie etc. etc».
Le polemiche di Tellera sull'impreparazione provocarono risentimenti a Roma, e un tentativo di rimuoverlo dal comando, compiuto dal sottosegretario di Stato alla guerra, generale Ubaldo Soddu, e dallo stesso Pietro Badoglio. Ma Balbo difese Tellera e, nel mese di maggio 1940, si recò più volte dalla Libia in Italia (da solo e in compagnia dello stesso Tellera), cercando di ottenere maggiori armamenti e di rinviare il conflitto. La guerra venne tuttavia dichiarata il 10 giugno 1940; 18 giorni dopo, quando l'apparecchio di Balbo fu abbattuto dalla contraerea italiana a Tobruch, Tellera si trovava al seguito nel secondo velivolo, che fu colpito ma riuscì ad atterrare in un altro campo.

### Comandante della 10ª Armata
mortally wounded. He had made a gallant effort and had failed. Such is the fortune of war.»
(Major-General H. Rowan Robinson)
Rodolfo Graziani, nuovo Governatore della Libia, confermò Tellera a suo Capo di stato maggiore e il 23 dicembre 1940 lo nominò comandante della 10ª Armata, dopo aver rimosso il generale Mario Berti. Il problema contingente era quello di salvare la Cirenaica dalle forze inglesi, che stavano avanzando dopo aver ripreso Sidi Barrani (9-10 dicembre), nel quadro della controffensiva a cui avevano dato il nome in codice di operazione Compass.
Tellera non ebbe però la responsabilità intera delle operazioni, ma fu sempre sottoposto alle direttive, spesso contraddittorie, di Graziani. A questo proposito, lo storico militare Mario Montanari ha osservato che è difficile comprendere perché non sia stata affidata al gen. Tellera la condotta della battaglia in tutta la Cirenaica occidentale, invece di lasciargli semplicemente la fascia più avanzata. In tal modo "l'importantissima questione dell'impiego dei corazzati probabilmente sarebbe stata vista sotto diversa angolazione.” Sono documentati anche alcuni contrasti tattici tra Tellera e Graziani (a proposito della difesa dell'avamposto di Mechili).
Dopo la caduta di Tobruch (22 gennaio 1941), e quando ormai la situazione pareva perduta, il 2 febbraio 1941 Rodolfo Graziani abbandonò la Cirenaica, in preda a una forte crisi nervosa ("gli ultimi avvenimenti hanno fortemente depresso i miei nervi e le mie forze"), lasciando Tellera a gestire il ripiegamento in direzione di Agedabia e della Sirte. Tellera chiuse la ritirata, e si mosse da Bengasi per Agedabia solo alle 17.30 del 5 febbraio, quando il grosso delle truppe era già partito. Già dalle 15.00 circa, le forze corazzate inglesi avevano però bloccato la via Balbia all'altezza del 40 km da Agedabia, dopo aver tagliato il deserto da oriente. Lungo la Balbia si era così venuta a creare una caotica coda di mezzi militari e civili, facile preda degli attacchi dei mezzi inglesi che, a differenza di quelli italiani, potevano muoversi lateralmente fuori pista.
Per due volte, Tellera raccolse e si mise personalmente al comando di gruppi di carri M 13 ancora funzionanti, per tentare di forzare il blocco. Durante il secondo di questi assalti, nella tarda mattinata del 6 febbraio, il carro su cui si trovava Tellera fu colpito, e il generale venne gravemente ferito a un polmone. Morì qualche ora dopo, in un posto di medicazione di Suluq, presso Agedabia. La sua morte segnò la fine della 10ª Armata, e la resa, in quella che fu poi conosciuta come battaglia di Beda Fomm. Fu seppellito a Bengasi, e gli inglesi gli tributarono un funerale "with full military honors ". Gli fu conferita una medaglia d'oro al valor militare, ma la morte di un ufficiale di grado così alto, e per di più in una battaglia finita in catastrofe, rappresentò un grave imbarazzo per la propaganda di regime.
Mussolini, nel tentativo di sfruttare mediaticamente la dipartita del generale, fece sapere alla vedova che era pronto a darle un milione di lire se una tra lei e la figlia Maria Giovanna fosse apparsa in un filmato in cui «La signora Tellera sarebbe entrata nella stanza del Duce, esclamando: “Vinceremo!”, affinché egli potesse battere il pugno sul tavolo, e replicare “Abbiamo
vinto!”». Le due donne, nonostante le ristrettezze della guerra, rifiutarono però l'offerta.